# Tang Vu-cung kínai császár
Vu Cung (814. július 2. – 846. április 22.) kínai császár 840-től haláláig.
Mu Cung császár fiaként született, és bátyjai uralkodása után jutott a trónra. Sikeres harcot indított a kínai határokat megszállva tartó türkök és tibetiek ellen; illetve elrendelte, hogy minden mandarin öt vagy hét évente a császár előtt bűnvallomást tartson helytelen tetteiről.
Mint a taoizmus híve, ellensége volt a buddhizmusnak és a nesztorinus kereszténységnek. Elrendelte, hogy rombolják le a buddhista templomokat egész Kínában, csak Lojangban és Csiangnanban működhetett tovább kettő. Megparancsolta, hogy a keresztény és – a főként a déli tartományokban, valamint az Óxosz mellett és Perzsia közelében lévő  – zoroasztriánus kolostorokat hagyják el a szerzetesek, és a többi polgárhoz hasonlóan fizessék meg az adót. A Vu Cung uralkodása alatt készült felmérés szerint Kínában államilag elismerve 4660 templom és kolostor állt ekkoriban, államilag nem elismerve mintegy 40.000. Mindezekben 260.500 buddhista, illetve összesen 3000 keresztény és zoroasztriánus szerzetes élt.
Vu Cung 6 évnyi uralkodás után, 31 éves korában hunyt el. A trónon nagybátyja, II. Hszüan Cung követte.

## Lásd még
- A Tang-dinasztia családfája

| Előző uralkodó: Ven Cung | Kínai császár 840 – 846 | Következő uralkodó: II. Hszüan Cung |